# Logotrop
Pojem logotrop patří do oblasti psychologie a pedagogiky. Konkrétně se vztahuje k osobnosti učitele. Tento pojem zavedl ve 40. letech švýcarský psycholog Christian Caselmann spolu s pojmem paidotrop. Obě tato hesla jsou součástí eliptické typologie pedagogů, ve které Caselmann rozlišuje dva základní typy učitelů. Tyto dva typy se objevují v souvislosti s požadavky na učitelskou profesi, kterými je vzdělávání a vychovávání, a které nebývá jednoduché sloučit. 

## Základní rozdělení
Logotrop je učitel, který je zaměřený na svůj obor, potažmo na vědu. Snaží se vyvolat zájem o svůj obor a předat z něj žákům, co nejvíce poznatků. Jeho obor a výuka je přednější než zájem o samotné žáky, což může vést ke kázeňským problémům mezi tímto typem učitele a jeho studenty, především těmi, kteří o daný předmět neprojevují zájem.  
Paidotrop je naopak učitel zaměřený na žáka. To znamená, že se snaží studentům přiblížit, porozumět jim a pokud je potřeba, tak i pomoci. To může vést až k tomu, že snižuje požadavky na žáky, zasahuje do jejich osobního života a je k nim shovívavý, čehož mohou jeho žáci zneužívat.  
Oba typy učitelů v extrémních formách mohou vést k nežádoucím výsledkům při výchově a vzdělávání žáků. 

## Rozšířené rozdělení
Filosoficky orientovaný logotrop velmi silně ovlivňuje studenty, kteří jsou podobně psychicky založení. Jeho hlavním cílem je vtisknout studentům svůj vlastní světový názor a nerespektuje jejich jiné postoje. Problém nastává, když studenti nejsou dostatečně zralí, aby pochopili jeho myšlenky. Pokud jsou však žáci podobně naladění, má na ně učitel intenzivní vliv. 
Odborně vědecky orientovaný logotrop je podle Caselmanna častější případ. Tento typ učitele se od mládí zabývá konkrétním oborem a díky tomu má rozsáhlé odborné znalosti. Své žáky chce co nejvíce naučit a umí je nadchnout pro svůj předmět a především se věnuje těm studentům, kteří mají o obor zájem. Má tedy značný vzdělávací vliv, ale nižší výchovné působení. Své žáky vidí jen skrze svůj obor a přehlíží tedy jejich osobnostní vlastnosti a individuální rozdíly mezi nimi. Nerespektuje mezioborové vztahy a je blízký typu vědce.
Individuálně psychologicky orientovaný paidotrop má rodičovský vztah k žákům a snaží se pochopit každého studenta. Má samaritánské sklony, formuje žáka jako osobnost, protože zásadní význam vidí ve výchově. Má pochopení i pro problémové žáky.     
Všeobecně psychologicky orientovaný paidotrop se soustředí na vzdělání i výchovu. Snaží se vzbudit zájem o méně zajímavé učivo a překonat negativismus, ale může přitom slevit z požadavků na studenty. Výskyt tohoto typu učitele je řídký. 

## Související typologie
Christian Caselmann vytvořil také typologii učitelů podle pedagogických postupů a rozdělil učitele na tři typy – vědecko – systematický, umělecký a praktický. S paidotropem a logotropem se kříží autoritativní a sociální typ učitele. Autoritativní typ se vyskytuje častěji u logotropů, sociální typ u paidotropů, ale může tomu být i opačně. Pedagog logotrop uplatňuje pravidla. Pedagog paidotrop je spíše průvodcem. 